# Баткенский район
Баткенский район (кирг. Баткен району) — один из трёх районов Баткенской области Кыргызстана. Административный центр района — город Баткен.

## География
Баткенский район расположен в центральной части Баткенской области Кыргызстана. Северная часть района находится в пределах южной окраины Ферганской долины, остальная часть расположена в предгорной и горной части Алайского хребта. Наивысшая точка в районе — 5621 м.
На западе граничит с Лейлекским, на востоке — с Кадамжайским районами Баткенской области Кыргызстана, на юге и севере — с Таджикистаном, на северо-востоке — с Узбекистаном (в основном — с Сохским эксклавом).
Внутри района также находится эксклав Таджикистана — Ворух.
Основные реки Баткенского района — Сох (с притоками Кожо-Ашкан, Арча-Башы и Актёрек) и Исфара (в среднем течении — Каравшин, с притоком Кшемыш). На территории района имеются ледниковые горные образования.

## Население
По данным переписи населения Кыргызстана 2009 года, киргизы составляют 69 325 человек из 69 591 жителя района (или 99,6 %), таджики — 142 человека или 0,2 %, другие — 124 человека или 0,2 %.

## Административно-территориальное деление
В состав Баткенского района входят 9 аильных (сельских) округов и 47 аилов (сёл):
- Ак-Сайский аильный округ: Ак-Сай (центр), Кек-Таш, Уч-Дёбё, Капчыгай, Таштумшук, Мин-Булак;
- Ак-Татырский аильный округ: Ак-Татыр (центр), Рават, Говсувар (Орто-Боз);
- Дарыинский аильный округ: Чек (центр), Жанырык, Тунук-Суу, Кан, Табылгы, Кайынды, Сары-Талаа, Коргон-Таш, Джаны-Джер;
- Кара-Бакский аильный округ: Кара-Бак (центр), Достук, Кызыл-Бель, Чет-Кызыл, Зардалы, Добо, Бай Кара-Бак;
- Кара-Булакский аильный округ: Бужум (центр), Кара-Булак;
- Кыштутский аильный округ: Таян (центр), Газ, Кыштут, Сай, Согмент, Чарбак;
- Самаркандекский аильный округ: Самаркандык (центр), Джаны-Бак, Паскы-Арык, Мин-Орук;
- Суу-Башынский аильный округ: Боз-Адыр (центр), Апкан, Беджей, Кара-Токой, Айгуль-Таш;
- Терт-Гюльский аильный округ: Чон-Талаа (центр), Ак-Оток, Ак-Турпак, Зар-Таш, Чон-Гара.

## Достопримечательности
На территории Баткенского района находятся всемирно известные памятники палеолита — пещеры Сель-Ункур (около Хайдаркана) и Обишир 1-5 (Алайский хребет). В 1980-х годах в пещере Сельункур были обнаружены плечевая кость и зубы архантропа.